# Alle Rechte vorbehalten
„Alle Rechte vorbehalten“ (englisch: All rights reserved) ist ein aus dem angelsächsischen Urheberrecht (englisch copyright) stammender Satz, der urheberrechtlich geschützten Werken beigefügt wird.

## Herkunft
Der Satz geht auf das zwischen den Vereinigten Staaten von Amerika und 19 lateinamerikanischen Staaten geschlossene Buenos-Aires-Abkommen von 1910 zurück. Das Abkommen verlangte in seiner Nr. 3 die Kennzeichnung des Werks mit dem Copyright-Vorbehalt, damit es Urheberrechtsschutz genießt. Nr. 3 lautete auf Deutsch:
3. Die Anerkennung eines in einem Staat in Übereinstimmung mit seinen Gesetzen erworbenen Urheberrechts hat in allen anderen Staaten die Wirkungen des vollen Rechts, ohne dass irgendeine Formalität eingehalten werden muss, immer vorausgesetzt, in dem Werk erscheint ein Hinweis auf den Vorbehalt des Eigentumsrechts.
Nur in diesem Fall verblieben sämtliche durch das Urheberrecht gewährten Rechte (z. B. das Recht, ein Werk in einem bestimmten Gebiet zu veröffentlichen) beim Rechteinhaber, und dieser konnte rechtliche Schritte gegen eine Urheberrechtsverletzung unternehmen.
Die spätere Berner Übereinkunft zum Schutz von Werken der Literatur und Kunst von 1886 in ihrer Pariser Fassung vom 24. Juli 1971 hat diese Sichtweise aufgegeben. Werken kommt heute auch ohne ausdrücklichen Vorbehaltsvermerk Urheberrechtsschutz zu. Der Werkschutz tritt bereits mit dem bloßen Schöpfungsakt ein. Seit dem Beitritt Nicaraguas am 23. August 2000 zur Berner Übereinkunft sind alle Vertragsparteien des Buenos-Aires-Abkommen zugleich Parteien der Berner Übereinkunft, sodass der in Nr. 3 des Buenos-Aires-Abkommens vorgesehene Vorbehaltsvermerk hinfällig geworden ist.

## Heutige Bedeutung
Gleichwohl ist der Vermerk (bestehend aus dem Wort „Copyright“ oder dem Zeichen © unter Zusatz des Jahres der ersten Veröffentlichung sowie des vollständigen Namens des Rechteinhabers) auch heute noch verbreitet. Für die Rechteverfolgung in den USA ist er von Vorteil, da damit eine Urheberrechtsvermutung und eine Befreiung von der Kostenvorschusspflicht für Gerichtsverfahren sowie höherer Schadenersatz verbunden sind.
In Deutschland besteht in einem praktisch bedeutungslosen Fall die Möglichkeit, eine Schranke des Urheberrechts durch eine Vorbehaltserklärung zu beseitigen und damit wieder in den vollen Genuss des Urheberrechts zu gelangen (§ 49 Abs. 1 UrhG): Soll ein Zeitungsartikel oder ein Rundfunkbeitrag, der einen Kommentar zu politischen, wirtschaftlichen oder religiösen Tagesfragen zum Gegenstand hat, in einer anderen Zeitung abgedruckt und vervielfältigt oder in einem anderen Rundfunkmedium wiedergegeben werden, so ist dies grundsätzlich als Schranke des Urheberrechts ohne Zustimmung des Urhebers erlaubt; es sei denn, es wurde ein Rechtevorbehalt erklärt. Solche Vorbehaltserklärungen sind jedoch in der Praxis selten.